# انریکه سانتوس دیسه‌پولو
انریکه سانتوس دیسه‌پولو (اسپانیایی: Enrique Santos Discépolo‎؛ ۲۷ مارس ۱۹۰۱ – ۲۳ دسامبر ۱۹۵۱) موسیقی‌دان، آهنگساز، رهبر ارکستر و ترانه‌سرا اهل آرژانتین بود. او همچنین با نام مستعار «دیسپه‌ولین» شناخته می‌شد. برادرش، آرماندو دیسه‌پولو، کارگردان تئاتر و نمایشنامه‌نویس بود. دیسه‌پولو به ویژه به خاطر ساخت چندین تانگوی معروف و پایه‌ای، که به «تانگوهای طلایی» نیز مشهورند، شناخته می‌شود. از مهم‌ترین این آثار می‌توان به «یرّا یرا» (۱۹۲۹)، «کامبالاچه» (۱۹۳۴)، «اونو» (۱۹۴۳) و «کافه‌تین د بوئنوس آیرس» (۱۹۴۸) اشاره کرد که در آن‌ها جنبه شاعرانه و احساسی نویسنده به‌خوبی نمایان شده و باعث کسب اعتبار فراوان برای او شدند.
نوربرتو گالاسو، یکی از شناخته‌شده‌ترین زندگینامه‌نویسان دیسه‌پولو، زندگی او را «تجربه‌ای پیوسته از زخم خوردن در جامعه‌ای ناعادلانه» توصیف کرده است که تنها در چارچوب آرژانتین رنج‌دیده قرن بیستم قابل درک است.